# La Loterie et autres contes noirs
Ne doit pas être confondu avec La Loterie et autres histoires, autre recueil de nouvelles de Shirley Jackson.
La Loterie et autres contes noirs (titre original : Dark Tales) est un recueil posthume de nouvelles d'horreur de Shirley Jackson, publié en 2016. Il comprend des rééditions de nouvelles déjà parues précédemment dans divers magazines américains ou autres recueils posthumes, notamment Just an Ordinary Day et Come Along With Me.
En France, le recueil est traduit et publié en 2019 sous le titre La Loterie et autres contes noirs, avec l'ajout de la nouvelle la plus célèbre de Jackson : La Loterie.

## Contenus

### Édition originale de 2016
L'édition originale est publiée aux éditions Penguin Books dans leur collection « Penguin Modern Classics », tout d'abord en Ebook en 2016, puis en version papier le 28 septembre 2017.
- (en) The Possibility of Evil, 1965
- (en) Louisa, Please Come Home, 1960
- (en) Paranoia, 2013
- (en) The Honeymoon of Mrs Smith, 1997
- (en) The Story We Used to Tell, 1996
- (en) The Sorcerer's Apprentice, 2014
- (en) Jack the Ripper, 1997
- (en) The Beautiful Stranger, 1968
- (en) All She Said Was Yes, 1962
- (en) What a Thought, 1997
- (en) The Bus, 1965
- (en) Family Treasures, 2015
- (en) A Visit (The Lovely House), 1952
- (en) The Good Wife, 1997
- (en) The Man in the Woods, 2014
- (en) Home, 1965
- (en) The Summer People, 1950

### Version française de 2019
Le recueil publié par Payot et Rivages en 2019 sous le nom La Loterie et autres contes noires comporte l'ajout de la nouvelle La Loterie (qui avait déjà été publiée en 1984 dans le recueil La Loterie et autres histoires), ainsi qu'une postface rédigée par son petit-fils Miles Hyman.
- La Loterie, 2019 ((en) The Lottery, 1948)
- La Possibilité du Mal, 2019 ((en) The Possibility of Evil, 1965)
- Louisa, je t'en prie, reviens à la maison, 2019 ((en) Louisa, Please Come Home, 1960)
- Paranoïa, 2019 ((en) Paranoia, 2013)
- La Lune de miel de Mrs Smith, 2019 ((en) The Honeymoon of Mrs Smith, 1997)
- L'Apprenti sorcier, 2019 ((en) The Sorcerer's Apprentice, 2014)
- Le Bon Samaritain, 2019 ((en) Jack the Ripper, 1997)
- Elle a seulement dit oui, 2019 ((en) All She Said Was Yes, 1962)
- Quelle idée, 2019 ((en) What a Thought, 1997)
- Trésors de famille, 2019 ((en) Family Treasures, 2015)
- La Bonne Épouse, 2019 ((en) The Good Wife, 1997)
- À la maison, 2019 ((en) Home, 1965)
- Les Vacanciers, 2019 ((en) The Summer People, 1950)